# Territorio de Montenegro bajo ocupación alemana
El territorio de Montenegro bajo ocupación alemana era el área del Estado Independiente de Montenegro ocupada por las fuerzas alemanas en septiembre de 1943, después del Armisticio de Cassibile; en el que el Reino de Italia capituló y se unió a los Aliados. Las fuerzas italianas se retiraron del territorio y de la vecina Albania. Las fuerzas alemanas ocuparon Montenegro, junto con Albania, y el territorio permaneció bajo ocupación alemana hasta que las fuerzas del Eje evacuaron en diciembre de 1944.
Durante la ocupación, el área fue administrada con Wilhelm Keiper como representante General en el país. Inicialmente estuvo subordinado al "Comandante militar de Albania y Montenegro" Theodor Geib hasta la primavera de 1944. Después de este tiempo, el mando de área Keipers montenegrino fue independiente y fue puesto directamente bajo el Comandante en jefe en el sudeste de Europa, Alexander Löhr. Ljubomir Vuksanović se convirtió en jefe del Consejo Administrativo Nacional establecido en octubre de 1943 y nombrado oficialmente en noviembre del mismo año.
Los alemanes y sus colaboradores locales en Montenegro lucharon contra los partisanos yugoslavos. Después de que los alemanes se retiraran de Montenegro y evacuaran hacia Austria, el líder fascista Sekula Drljević intentó crear un gobierno en el exilio en el vecino Estado Independiente de Croacia (NDH), que era un cuasi-protectorado alemán. Drljević también creó el Ejército Nacional Montenegrino, una fuerza militar creada por él y el líder fascista croata Ante Pavelić. Sin embargo, su gobierno en el exilio, conocido como el "Consejo de Estado de Montenegro", se disolvió después de la caída del gobierno del NDH.
Más tarde, Montenegro fue tomado por los partisanos yugoslavos de Josip Tito, y se convirtió en parte de la República Democrática Federal de Yugoslavia.